# Diptilon culex
Diptilon culex là một loài bướm đêm thuộc phân họ Arctiinae, họ Erebidae.